# Salviastrum
Salviastrum  é um gênero botânico da família Lamiaceae

## Espécies
- Salviastrum canescens
- Salviastrum dolichanthum
- Salviastrum engelmanni
- Salviastrum engelmannii
- Salviastrum texanum